# Farmacia de Guardia (banda)
Farmacia de Guardia fue un grupo de rock español en los años 80, originario de la ciudad de Murcia, formado por Jam Albarracín, Pepe Evangelio, José Luis Roca y Pepe Kayllo.
Grabaron su primera maqueta de cuatro temas en los primeros meses de 1982 en los Estudios Audiofilm de Madrid, maqueta que distribuyeron en casete junto al grupo punk canario Familia Real. Esta maqueta la reeditaría años después Subterfuge Records en el CD-EP TNT Punk Pop, que abría con la canción "Cazadora de cuero" (un homenaje a Sid Vicious), aunque también tenía otros temas que luego se harían conocidos como "Ella es demoledora".
Ganaron en 1982 la primera edición del concurso "Murcia Joven", compartiendo el premio con otra banda emblemática de la escena musical murciana de los años 80, Acequia.
Como consecuencia del premio, grabaron en Valencia cuatro canciones de las que dos se editaron en un sencillo de vinilo, su primer disco, que contenía "Cazadora de cuero" y "Bronca Callejera", el disco fue distribuido por Dos Rombos. 
Tres años más tarde publicaron con DRO un miniálbum de título homónimo con canciones como "Soy un cadáver" o "Vivir en Beirut", que sería licenciado en Perú por Epic/CBS. Finalmente en 1987 fue lanzado  el álbum Veneno Rojo DRO.
En 2025 Subterfuge Records publicó "Archivos", un disco de rarezas, demos y directos de la última etapa de la banda.